# 相楽左之助
相楽 左之助（さがら さのすけ）は、和月伸宏著作の少年漫画『るろうに剣心 -明治剣客浪漫譚-』に登場する架空の人物。

## プロフィール
- 身長：179cm
- 体重：71kg
- 生年月：1860年（万延元年）7月30日[1]
- 星座：魚座
- 血液型：B
- 出身地：長野県諏訪
- 特技：長距離走
- 趣味：昼寝
- 好きな食べ物：焼き魚

## 人物像
怪力と打たれ強さを併せ持つ強靭な肉体が自慢で、徒手空拳や巨大な刀剣「斬馬刀」で戦う東京一の喧嘩屋。一人称は「俺」。幕末時代は赤報隊の一員として活動し、自分たちの保身から逆族の汚名を着せた明治政府に与していた緋村剣心（人斬り抜刀斎）に戦いを挑むが敗北。以降は剣心の人柄に惚れ込み、頼れる仲間として物語に深くかかわっていく。
長身で細身の体格。逆毛だった髪型をしており、「トリ頭」と呼ばれることも多いが、左之助自身は「自慢の髪型」と言い、馬鹿にされるのを嫌っている。服の背中に「惡」という文字を入れている（作中では「悪一文字」と呼ばれる）。性格は直情的な熱血漢。気風のいい兄貴肌の人物で、その性格を慕う舎弟も数多く存在する。一本調子な面ゆえ、斎藤や恵には馬鹿・阿呆呼ばわりされているが、旧友である月岡津南のテロは失敗すると看破したり、雷十太の真古流の理念も頭から否定する薫とは逆に一定の理解を示しているなど、冷静な一面も見せる。また、喧嘩屋稼業の時代は喧嘩相手について調べ上げてから戦い方を考えるなど（剣心との戦いの際も京都まで出向き、二週間かけて経歴を調べ上げた）、切れ者としての描写も多い。一方、紐にぶらさげた棒磁石を頼りに京都まで行こうとして下諏訪近辺で迷子になり、米国から横浜まで帰ろうとしたら函館に着くなど、極度の方向音痴である。
人にあだ名をよく付ける。「ヒゲメガネ」（浦村署長）・「エセ恵比寿」（比留間喜兵衛）・「ブタ饅頭」（谷）・「エムっ禿げ」（不動沢）・「デコっ禿げ」（川路利良）・「半デコ」（右喜）・「ホウキ頭」（沢下条張）など。
逆に左之助自身も、張からは「トリ頭」・信州から東京まで（約160km）丸一日かけて走ってきたと聞いた恵からは「馬鹿の日本記録（「喧嘩をやりに行っていた」と聞いて馬鹿の亜細亜記録にランクup）」・乙和からも「（番神とひっくるめて）最強バカ決定戦」などと呼ばれている。
※以下はアニメでの設定。
観柳の脅しに屈し一人で向かう恵を制止するなど、原作と比べてやや良識人の一面を見せることがある。その一方、異性に対して純情な描写が見られた他、蒸気機関車や写真が苦手で、横浜に行くときは「湯気で動くわけがなく、狐か狸にだまされている」と言っていた（写真が嫌いなのは「あれは人間の魂を吸い取るもの」と信じていたため。北海道編では剣心がこれを信じている）。しかし、劇場版では蒸気機関車にはしゃぐ描写もある。特にアニメではギャグキャラクターとしての役回りを演じることが多く、サーカスでナイフ投げの的にされて逃げたり、露天風呂で弥彦と一緒に薫と恵の入浴を覗こうとして反撃されたりしていた。
また月岡津南と共に内務省を襲撃した際は赤報隊として最後まで剣心と対決し、津南のために捨石になるつもりで命を懸けたが剣心に敗北する。そして気絶しながらも「これで本物のニセ官軍にならずに済んだ」と感謝を述べ、それを聞いた津南が改心するという結末になっている。原作では津南と剣心の対決になっており、途中で左之助も改心して津南を気絶させているため大分展開が異なっている。
原作、旧版では二重の極みで回転式機関砲（ガトリングガン）を防いだ直後に炸裂弾を投げて煉獄を爆発させたが、2023年版の第44-45話では、炸裂弾を濡らさずに煉獄に潜入し、同じく乗船していた蒼紫を目撃。剣心の指示で煉獄の機関室を探し、方治に妨害されるも、炸裂弾の代わりに二重の極みで破壊。その後、志々雄達と対峙するというアニメオリジナル描写がある。
なお、旧版では左↑之と左にアクセントがかかっていたが、2023年版では左之↑と之にアクセントがかかるよう呼ばれ方が変更されている。

### 来歴
万延元年（1860年）2月父・東谷上下ェ門（ひがしたに かみしもえもん）と母・奈々芽（ななめ、本編では既に故人）との間に生まれる。信州出身で、赤報隊に憧れて家出し準隊士となった。隊長の相楽総三を師と仰ぎ、維新後も彼と同じ相楽の姓を名乗るほど尊敬している。その後、赤報隊が「偽官軍」として汚名を着せられ抹殺され、総三も濡れ衣を着せられ処刑されたことで、維新志士や明治政府を憎み、敵対視していた。
原作では赤報隊は無実を証明するために出頭したが、失敗に終わり、出向いた全員が打ち首となった。アニメでは左之助含めて銃士隊に包囲され問答無用で仲間たちが射殺されていき、最後まで相楽総三を連れて逃げたが崖に追い詰められ、左之助だけでも生きるようにと総三に突き落とされ逃げ延びたエピソードになっている。アニメ版では自分を裏切った黒幕が登場し、左之助と津南（後述）に成敗され不正も暴かれ復讐されている。
明治となってからもその恨みは消えず、“斬”馬刀の“左”之助に由来した「喧嘩屋 斬左（けんかや ざんざ）」の異名の下、喧嘩屋（喧嘩の代行人）としての裏稼業で生計を立てていたが、剣心と出会い徐々にその心を変化させていく。喧嘩屋を廃業してからは収入が無いため、過去の蓄えや人情で暮らし、神谷道場に食事をたかりに行ったり、赤べこでツケにしてもらったりして生活していた。
その後、同じく逃げ延びた親友・月岡津南（本名・克浩）の存在を知り久方ぶりに語り合う。その中で彼が政府に対する復讐心を燃やし続けていたことを知り、彼につき合う形で加担を決意。剣心たちを呼んで最後の宴会を開き、津南と共に内務省を襲撃するがそこへ剣心が現れる。津南と剣心の戦いになるが歯が立たず、時間をかけすぎたため撤退を決意し津南を気絶させた。その後、復讐のために用意していた炸裂弾は剣心の手で処分され、津南もまた左之助から「このままじゃ本当にニセ官軍になっちまう」と説得され改心した。道中、もしもあのまま引き下がらなかったら力尽くでも止めたという旨を剣心から聞き、左之助は感謝を示した。
アニメ版第一作では結末がまったく異なっており、剣心と戦ったのは左之助である。原作でのやり取りでもあった用に左之助は剣心によって力尽くで止められることとなる。剣心に一方的に打ちのめされながらも倒れるまで戦い抜き、気絶した後は津南に助けられ撤退。左之助を痛めつけた剣心を津南は怨んだが、左之助が自分たちを止めてくれたことに感謝しているのを知り、津南は改心した。第二作では逆に津南を気絶させるまでは原作同様だが、失敗してなおも諦めない津南を左之助が殴り合って改心させた。
京都編では自分を完膚なきまでに倒した斎藤を一方的にライバル視し、決着を付けることを望んでいた（また原作・アニメ第1作では志々雄の船の場所に行く際、馬車の上にいたが、理由は不明であったがアニメ第2作では斎藤に対して「大阪までてめえとこの箱ん中なんてまっぴらだ！」と放っており、斎藤と一緒だから嫌だという、理由が明確に描かれている）。しかし志々雄との戦いの後、斎藤が行方不明になってからは決着を付けるのではなく、彼を超えることを目標にするようになり、人誅編では斎藤に対する対抗心を見せなくなった。
数々の戦いの後、故郷の家族を助けるために、政府高官に立ち向かったことでお尋ね者となる。それを逃れるために5年かけてアメリカ・ヨーロッパ経由で（つまり地球一周して）モンゴルに渡り馬賊となり、日本への帰国を目指している。彼の「悪一文字」は弥彦と弟の央太に受け継がれた。
『明日郎 前科アリ（異聞）』ではラストシーンに後ろ姿が登場。某国の街灯が並び立っているとある通りを歩いており、北海道編にて帰国。横浜まで来たと思っていたら実は函館に到着しており、三日三晩彷徨った所で越路郎を探しに来た剣心たちと偶然再会し、剣心の要請に応じて劍客兵器との戦いに協力することになった。日本では一応お尋ね者のはずだが、左之助よりよほど重罪人である十本刀が戦力として招集されるほどの非常時故に、警視庁所属の斎藤や永倉も特に言及していない。かつて信念をぶつけ合った安慈と再会した折には、特に葛藤も見せず共闘できることを素直に喜んでいた。また、土居が安慈の過去を論った際には安慈の代わりに激怒している。剣心以上の重傷を負っていた右拳は完治しているようで通常の二重の極みも使用できるようになっている。

### 家族
父親・上下ェ門（かみしもえもん） 41歳
母親・菜々芽（ななめ） 生年不詳-明治9年（1876年）没
妹・右喜（うき） 16歳
弟・央太（おうた） 6歳
弟・央太は左之助が家出した後に生まれ、母・菜々芽は左之助帰郷時の2年前に他界している。
四民平等の際、左之助が実家から離れており、上下ェ門らは東谷姓を、左之助は相楽姓を名乗ったため他の家族と姓が違う。なお、回想場面で赤報隊時代の左之助が「四民平等の世になれば俺も姓を名乗れる」と語っているように当時の左之助は姓がない（士農工商の時代では、姓を名乗れるのは士族だけ）。

### 特記事項
人物像のモデルとなっているのは、新選組十番隊組長原田左之助で、名前も原田に由来している。外見上のモチーフは小畑健の漫画『魔神冒険譚ランプ・ランプ』の魔神ランプ。
『るろうに剣心 -キネマ版-』では武田観柳の集めた刺客のうちの一人として登場。斬馬刀は所持しておらず「喧嘩屋 斬左」の異名も登場しない。その代わり二重の極みを習得済で「悪一文字」が異名になった。デザインの変更点として、拳には包帯ではなく赤いナックルグローブを装着している。これは、より徒手空拳で戦闘するキャラクターであることを強調するためと、二重の極みを撃つ前にナックルグローブを外す動作があったらカッコイイかなという二つの意図があり、さらには仮面ライダー2号を意識したためとのこと。
完全版第5巻におけるキャラクターをリファインする企画「剣心再筆」では、斬馬刀が実在のものに近い普通の日本刀形状となり、それに合わせ服装も変わっている。悪一文字は背中の入れ墨。
実写映画版においては基本的な設定は変わっていないが剣心らとの出会い方が異なる。剣心と戦いこそするが彼の説得で途中で戦いをやめている。 
銀幕草紙変においては剣心と闘ってみたいと思っていたものの、対決する場面はない。また、妙の提案で赤べこの用心棒を引き受けており、喧嘩屋以外の収入を得ている。
『るろうに剣心』の後の作品である『GUN BLAZE WEST』は、ほぼ同じ時代のアメリカが舞台であるため、もし打ち切りにならずに連載が続いていれば『るろうに剣心』本編後の左之助が登場する可能性もあったと『剣心皆伝』で作者が語っている。なお『北海道編』ではアメリカから直接帰国したように発言している。

## 技・武器
デコピン一発で大男を吹き飛ばすほどの怪力と、寸鉄や鉄球を頭に受けても決して怯まない天性の打たれ強さを誇る。流派に則った技は習得しておらず、剣心に斬馬刀を折られてからは、徒手空拳での我流の喧嘩闘法が戦闘スタイル。反面「防御を知らなすぎる」と斎藤に指摘され、一度は防御を学ぶことも考えたが、自分らしくないと一蹴。その後、京都へ向かう旅の中で破壊の極意「二重の極み」を習得することで、剣心や斎藤にも引けを取らない実力を身につけた。
デコピン
初登場時、赤べこで暴れた大男に対し「弱い者いじめ」にならないよう手加減するために使用した。この指の力の強さは、後述の「三重の極み」に活かされた。
乱打（らんだ）
反撃の隙を与えないほどの連続パンチを敵に叩き込む。斎藤との闘いで「後の先を取る」戦闘方法を封じ込めるために使用。しかし斎藤の「防御」には通用せず、逆に乱打し返された。終盤で戦った白虎もこの乱打と同じような技を用いる相手だったが、その際は「防御」をしない「反撃」で殴り飛ばし「チマチマと小技がうざったい」と突き返した。

### 斬馬刀
騎馬兵士を馬ごと斬ることを目的に製造された巨大な刀。刃は両刃かつ肉厚・幅広で柄も長い（実写映画版では片刃で、原作ほど幅は広くない）。その重量は刀剣類の中でも最大級で、完璧に使いこなせたものは1人もいないとされる。しかし、左之助が所持しているものは応仁の乱の頃の骨董品で手入れも全くされていない為、切れ味はないに等しく、重量で叩き潰すための打撃武器のようになっている。
その巨大さゆえに攻撃が「打ち降ろす」か「薙ぎ払う」かに限定されてしまい、剣心のような先読みを得意とする相手には極めて相性が悪いという弱点があり、剣心との闘いの際にその弱点を見抜かれ斬り落とされてしまう。アニメではそれ以降の登場はない。左之助は徒手空拳で戦い続けてきたが、人誅編では二重の極みが使えない状態であったため、代わりの策として鎹で繋ぎあわせて修復、再登場を果たす。鯨波兵庫のアームストロング砲の砲弾を打ち返したところで鎹が砕けて再び折れるも、次弾装填の前に剣心が砲身をたたき切って鯨波の一時撃退には貢献した。続く戌亥番神との戦闘で無敵鉄甲に叩きつけて無敵鉄甲を粉砕、斬馬刀も完全に砕け散った。左之助は斬馬刀に相当の愛着を持っていたらしく完全に砕けた際は心の中で別れを告げた。しかし番神は無敵鉄甲の下に新・無敵鉄甲を装備していたことが発覚、「改めて（＝新しい無敵鉄甲を）披露すると言っただろう」と罵倒された際には「バカに一杯食わされて斬馬刀を無駄死にさせてしまった」と激怒していた。
なお、ゲーム作品ではPS『十勇士陰謀編』以外の全ての作品で登場しており、PS『維新激闘編』では徒手空拳の「相楽 左之助」と斬馬刀を使う「喧嘩屋 斬左」が別キャラクター扱いとなっており、PS2『京都輪廻』では左之助は通常は素手で戦うが葛藤モードになると斬馬刀を使用する。PSP『再閃』では斬馬刀所持が初期設定になっており、徒手空拳で戦うにはラウンド毎に斬馬刀を手放す必要がある。
実写映画版においては剣心との戦いは途中でやめたため、斬馬刀も破壊されておらず、観柳邸の庭での戦闘で使用した他、続編の『京都大火編』でも使用された。『伝説の最期編』では手持ちしていただけで戦闘では使っていない（同作のノベライズ版では安慈との戦いで使用したが、「二重の極み」で粉々に破壊された）。
史実の斬馬刀とは形状は別物。詳しくは大太刀を参照。

### 二重の極み
十本刀の1人明王の安慈から課せられた修行で体得。理屈だけで言えば単純ではあるが、安慈は石一つを粉砕するのに1ヶ月かかり、左之助は下諏訪での1週間で体得した。
二重の極み（ふたえのきわみ）
“万物必壊”を誇る破壊の極意。京都へ向かう道中で出会った悠久山安慈から伝授される。基礎しか教わっていないため、全身で繰り出せる安慈とは違い、左之助が使えるのは右手の正拳のみ。
本来、すべての物質には抵抗（＝強度、硬度）が存在するために、その衝撃が完全に伝わることはない。だが刹那の拍子（75分の1秒）に二度の衝撃を打ち込むと、第一撃は通常通り物体の抵抗で緩和されるが、刹那に打ち込まれた第二撃の衝撃は、抵抗を一切受けることなく完全に伝わるため、物質の硬度にかかわらず粉々に粉砕することができる。
京都編終盤で三重の極みを放って右手に大きな損傷を受けていたにもかかわらず、さらに二重の極みを使って右手が砕けた状態になった左之助は以後、使用の度に、右手が技の負担に耐え切れずに右手を痛め、治療する恵を困らせる。
北海道編でも右拳でしか使えないが、於野は戦いの中で急成長する左之助ならいずれ左拳にも宿すかもと目している。しかし、安慈と違って右拳の正拳でしか使えない分、猛者人別張でその性質を調べ上げている劍客兵器相手には徹底的に対策を取られてしまっている。
『キネマ版』の左之助は、初登場時から二重の極みを会得しており、「下諏訪で出遭った破戒僧から会得した」と語っている。また『キネマ版』では右手だけではなく左手でも使用可能。剣心相手に披露したが、双龍閃で極み外しをされた。また、番神の無敵鉄鋼（『キネマ版』では「剣心再筆」でのリファインを反映して、水銀を錬成した液体金属という設定）には衝撃伝導が狂わされて単発では通用しなかった。
極み外し
二重の極みを撃ち込まれる寸前、反対側から自らの拳を撃ち込むことで衝撃の伝導をずらし、二重の極みをただの二連撃に緩和する。安慈との闘いで一度だけ使用。彼の二重の極みを破るために交差法で先に二重の極みを撃ち込もうとしたが、彼の拳の方が早かったため、咄嗟の見様見真似で自身に二重の極みを打ち込み、衝撃を無力化した。直後、勝利したと油断した安慈に対し二重の極みを打ち返している。
こちらも理屈としては単純ではあるが、二重の極みの性質を熟知していた於野が自分にはできないと考察しているため、左之助が咄嗟にできたのは左之助の才能によるものが大きい。
三重の極み（さんじゅうのきわみ）
安慈との闘いで一度だけ使用。二重の極み一撃の威力では安慈に劣る左之助が、二重の極みの正拳突きから対象の抵抗がゼロのうちに、さらに右拳を開いて彼の怪力による五指の衝撃を上乗せした技。これによって技の破壊力が増幅し安慈にも打ち勝つが、引き換えに右拳に大きな損傷を受けた。
二重の極み 改良型（ふたえのきわみ かいりょうがた）
右手が二重の極みの衝撃に耐えきれなく、満足に撃てないほどに右拳の様態が悪化した左之助の新技。不動沢が巨大な岩に隠れた際、それをヒントに彼独自の発想で編み出した二重の極みの新たな型である。安慈伝の本流と違い、両手を使うために乱発はできず戦力的には本流に劣るが、右手だけでなく左手を添え、重ねる衝撃を両手に振り分けることで、右手への負担を今までの半分以下に軽減することに成功した。四神・白虎との戦いではより洗練された技として放ち、右拳の怪我がまだ完治していないにもかかわらず衝撃で砂浜を噴き上げ、白虎を吹き飛ばす効果を見せた。負傷してもなお進化を続ける左之助の姿に剣心は感心している。
二重の極み 連ね撃ち（ふたえのきわみ つらねうち）
『キネマ版』での戌亥番神との対決で、衝撃伝導の拍子を狂わせる無敵鉄甲の特性を見切った左之助が放った二重の極みの応用技。右拳の二重の極みを撃ち込んだ後、真反対の方向に左拳の二重の極みを撃ち込み、そこからさらに左右の拳で二重の極みの乱打を連続で撃ち込むことで、無敵鉄甲の内側に衝撃を無理矢理押し込んで強引に破壊に繋げた。

## キャスト
声優
- 関智一（ドラマCD版）
- 結城比呂（ドラマCD版・幼少期）

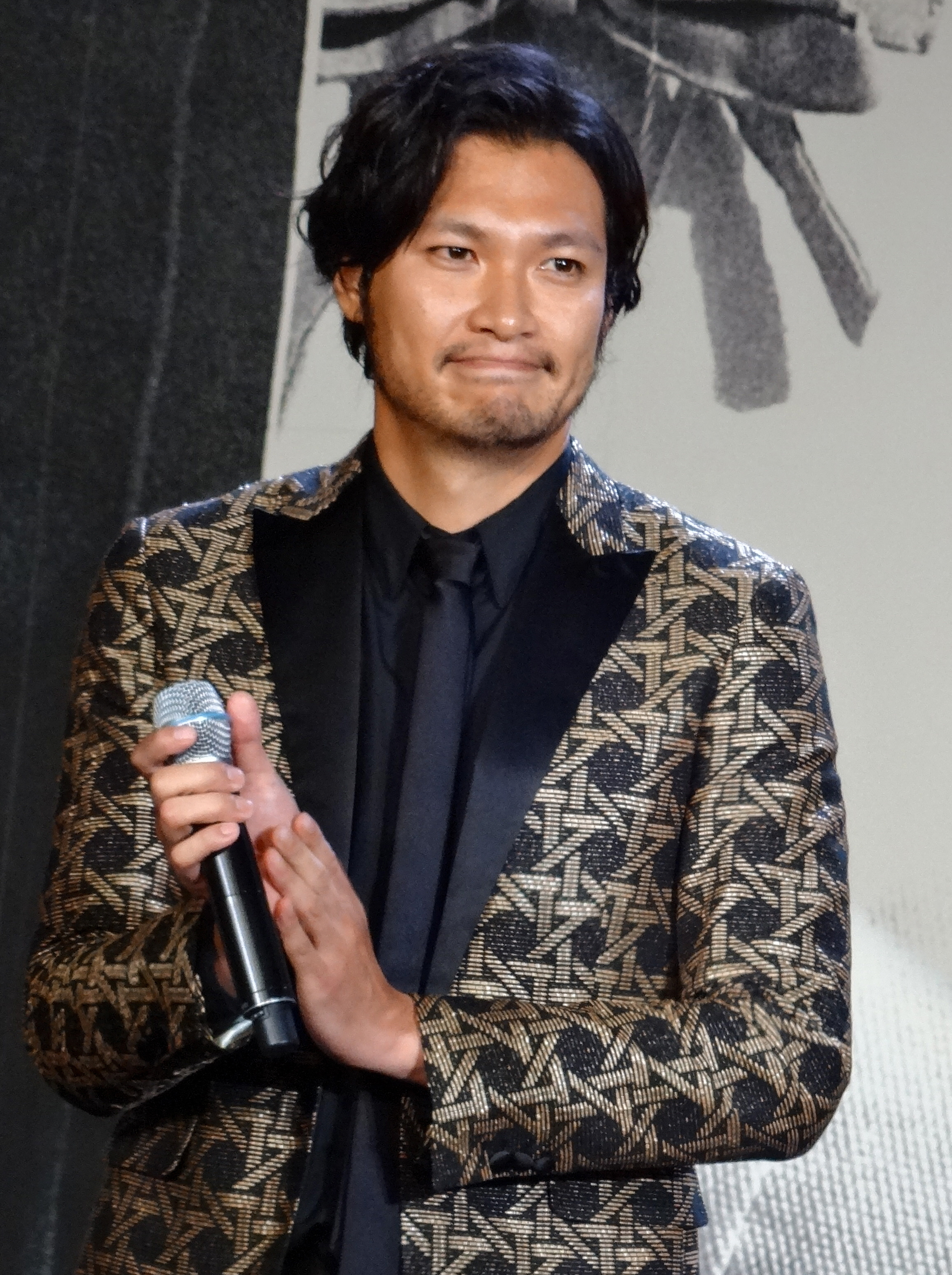
実写映画で左之助を演じた青木崇高。

- 上田祐司（現：うえだゆうじ）（テレビアニメ版第1作）
- 渕崎ゆり子（テレビアニメ版第1作・幼少期）
- 八代拓（テレビアニメ版第2作）
- 藤原夏海（テレビアニメ版第2作・幼少期）

俳優
- 青木崇高（実写映画版）
- 鳳翔大（宝塚歌劇・本公演）
- 真地佑果（宝塚歌劇・新人公演）
- 植原卓也（松竹ミュージカル版）
- 岐洲匠（京都編ミュージカル版）